# Guam aux Jeux olympiques d'été de 1988
Guam a participé aux Jeux olympiques d'été de 1988 à Séoul, en Corée du Sud, mais n'a remporté aucune médaille pour cette première participation aux Jeux olympiques d'été.